# Виробництво водню

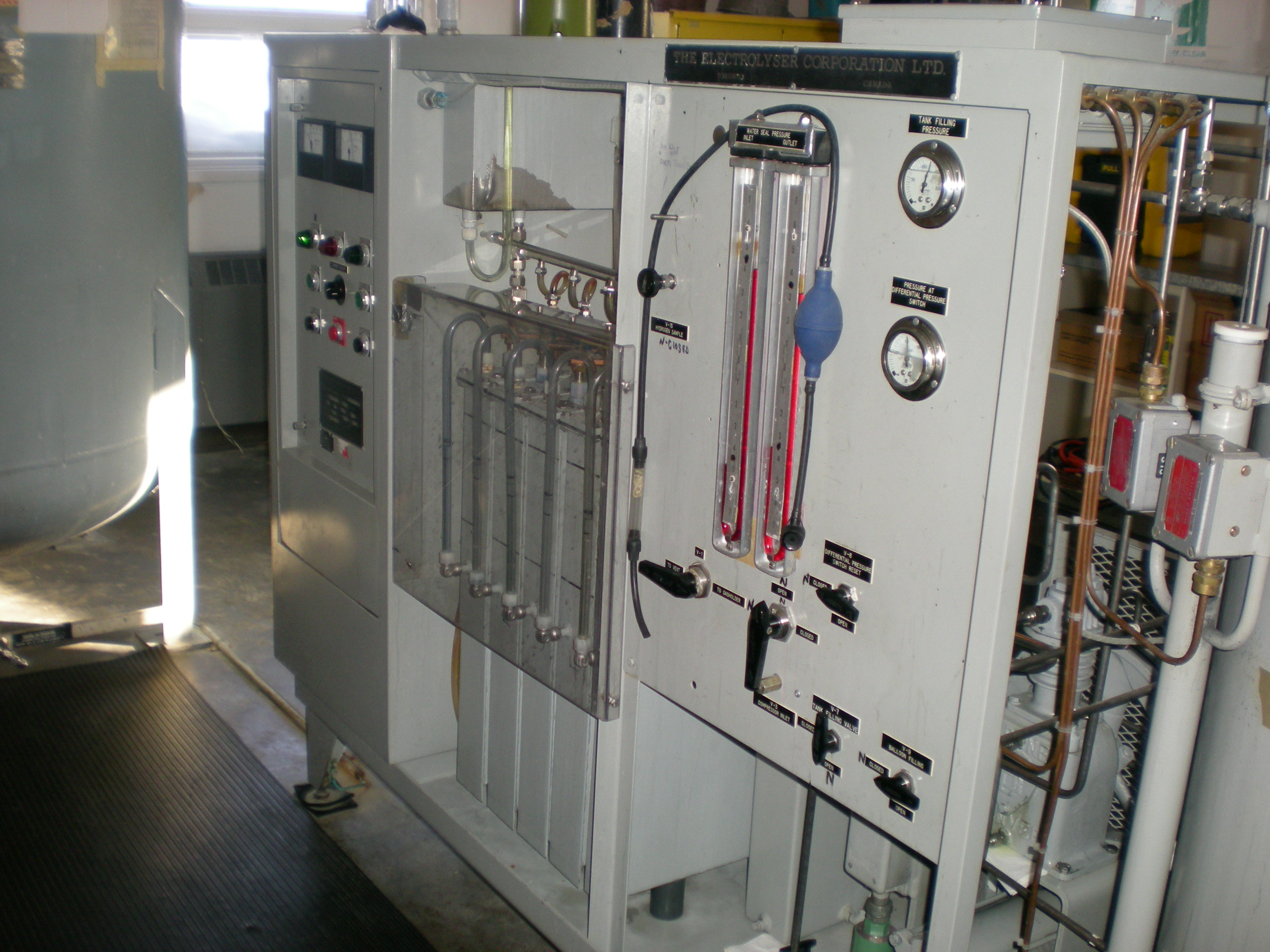
Електролізер

Виробництво водню — це процес виробництва газоподібного водню, який використовується в хімічному синтезі та як чистий носій енергії у водневій енергетиці.
Водень рідко зустрічається в природі в чистій формі, тому його вилучають з інших сполук за допомогою різних хімічних методів.
Водень є хімічним паливом з найбільшою питомою енергією та носієм чистої енергії для паливних елементів, пропонуючи потенційні рішення для зменшення викидів парникових газів і підтримки стійких енергетичних систем, оскільки продуктом згоряння водню є чиста водяна пара.

## Загальні відомості
Різноманітність способів отримання водню визначається залежністю технологічних процесів від окремих видів сировини. Поширені технології:
- Виробництво водню з викопного палива
  - Парова конверсія метану і природного газу
  - Газифікація кам'яного вугілля
  - Часткове окислення вуглеводнів
- Електроліз води
  - Лужний електроліз
  - Електроліз на протонообмінній мембрані
  - Електроліз на аніонообмінній мембрані
  - Електроліз за високих температур
- Термохімічне перетворення відходів чи біомаси
  - Газифікація
  - Піроліз
- Біотехнологічне виробництво водню
  - Ферментація біомаси
  - Електрогідрогенез
  - Біофотоліз

## Ринок водню

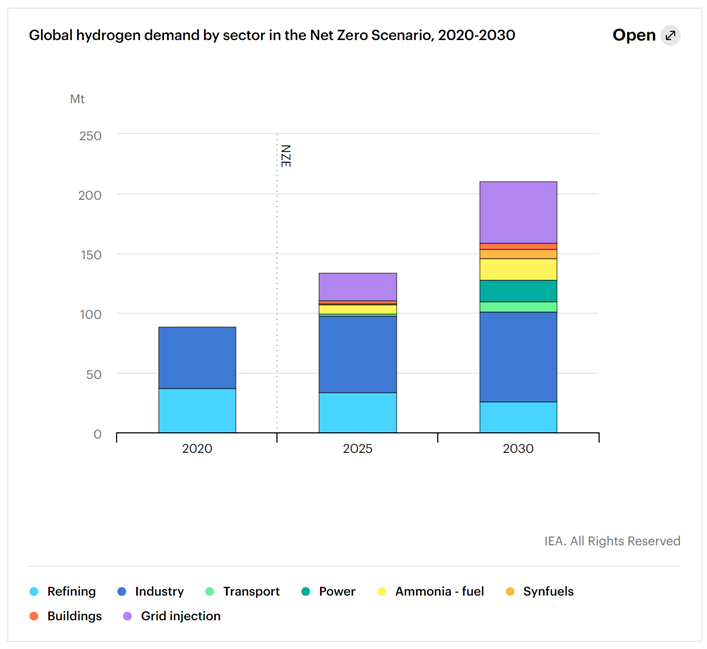
Глобальний попит на водень по секторам

Станом на початок 2020-х, водень в основному використовується в нафтопереробному та хімічному секторах і виробляється з використанням викопного палива, такого як вугілля та природний газ, і, таким чином, відповідає за значні річні викиди CO2. Чистий водень, вироблений за допомогою відновлюваних джерел енергії або ядерної енергії, або викопного палива з використанням уловлювання вуглецю, може допомогти декарбонізувати низку секторів, включаючи далекомагістральні перевезення, хімічну промисловість, виробництва заліза та сталі. Автомобілі, що працюють на водні, хоч і в невеликій кількості, покращують якість повітря та сприятимуть енергетичній безпеці. Водень також може підтримувати інтеграцію змінних відновлюваних джерел енергії в електроенергетичну систему, будучи одним із небагатьох варіантів зберігання енергії протягом днів, тижнів або місяців.
Попит на водень досяг історичного максимуму в 2022 році, але він залишається зосередженим у традиційних сферах застосування. У 2022 році глобальне споживання водню досягло 95 Мт, збільшившись майже на 3%.
Водень із низьким рівнем викидів дуже повільно впроваджується в існуючі програми, становлячи лише 0,7% від загального попиту на водень, що означає, що виробництво та використання водню у 2022 році було пов'язане з викидами понад 900 Мт CO2. Кращі перспективи в промисловості, зокрема у виробництві аміаку. Водень із низьким рівнем викидів може стати для країн можливістю підняти економіку на майбутнє шляхом створення галузей у ланцюгах постачання водневих технологій. За різними сценаріями прогнозується, що розмір ринку водневого сектору з низьким рівнем викидів зросте з $1,4 мільярда станом на 2022 рік до $12 мільярдів до 2030 року, що еквівалентно витратам на офшорні вітрові установки в Європі у 2022 році, або до $112 мільярдів, що приблизно відповідає розміру ринку сонячних фотоелектричних установок на дахах в Азіатсько-Тихоокеанському регіоні в 2022 році. Річне виробництво водню з низьким рівнем викидів може досягти 38 Мт у 2030 році, якщо всі оголошені проекти будуть реалізовані, хоча 17 Мт надходять із проектів на ранніх стадіях розробки. Із загального обсягу, очікується, що 27 Мт буде засновано на електролізі та електроенергії з низьким рівнем викидів, а 10 Мт — на викопному паливі з уловлюванням, утилізацією та зберіганням вуглецю. Уряди та компанії започаткували низку ініціатив щодо співпраці з метою сприяння розгортанню технологій з низьким рівнем викидів, зокрема водню. Загалом 41 уряд наразі має водневу стратегію.
Станом на 2024 рік, глобальний ринок використання водню оцінюється в $115 млрд.

## Технології виробництва водню

### Методи виробництва
Водень є найпоширенішим газом у Всесвіті та має максимальний вміст енергії на одиницю ваги порівняно з будь-яким іншим відомим паливом. Використання водню для виробництва енергії не призводить до викидів забруднюючих речовин, оскільки виробляються лише тепло та водяна пара, що зменшує викиди парникових газів. Крім енергетичних застосувань, водень широко використовується в хімічній і нафтовій промисловості. Незважаючи на велику кількість водню, він рідко знаходиться у вільній формі в природі, тому існують різні методи його виробництва з викопного палива, води, біомаси та відходів.
Виробництво водню охоплює кілька методів, кожен з яких має унікальні процеси та наслідки для сталого розвитку. Станом на початок 2020-х переважають паровий риформінг метану та газифікація вугілля, хоча в якості побічного продукту утворюється вуглекислий газ. Часткове окислення вуглеводнів забезпечує більший вихід водню, але також виділяє CO2, якщо без технології уловлювання вуглецю. Електроліз розщеплює воду на водень і кисень за допомогою електрики. Газифікація перетворює побутові відходи чи біомасу на синтез-газ, багатий воднем, пропонуючи поновлюване джерело водню з потенційною вуглецевою нейтральністю. Темнова та фото- ферментація використовує бактерії для виробництва водню з органічних сполук, тоді як мікробні електролізні елементи інтегрують мікробний метаболізм з електрохімічними процесами для ефективного виробництва водню. Термохімічне розщеплення води використовує концентровану сонячну енергію для розщеплення молекул води, обіцяючи безперервну роботу з високою ефективністю, але потребуючи високих температур і складних систем. Фотоелектрохімічні та фотобіологічні процеси використовують сонячне світло безпосередньо, причому фотоелектрохімічні процеси використовують напівпровідники, а фотобіологічні процеси (біофотоліз) — мікроорганізми або водорості, що є багатообіцяючим, але стикається з проблемами ефективності та масштабованості.

### Характеристика методів виробництва

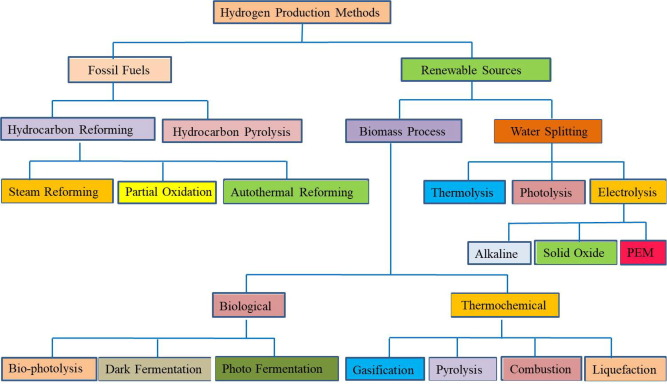
Методи виробництва водню

Більша частина водню, станом на початок 2020-х, виробляється за допомогою термохімічних процесів з використанням викопного палива: вуглеводневий риформінг, газифікація вугілля, вуглеводневий піроліз і плазмовий риформінг.

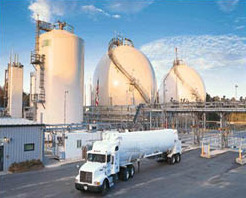
Завод Праксеір (Praxair) з виробництва водню

Енергоємність виробленого водню менше, ніж енергія, що міститься у вихідному паливі, але завдяки високому ККД паливних елементів вона може бути використана повніше, ніж при безпосередньому використанню вихідного палива. Внаслідок перетворення вихідного палива, в атмосферу може викидатися вуглекислий газ, так само, як внаслідок роботи двигуна автомобіля. Але завдяки високому ККД паливних елементів його кількість може бути меншою, ніж при використанні палива безпосередньо.
Невелика частина водню (4% в 2006 році, і приблизно стільки ж на початку 2020-х) отримується шляхом електролізу води. Для одержання кілограму водню таким шляхом необхідно витратити приблизно 50 кіловат-годин електроенергії. Розщеплення води в найпростішій формі використовує електричний струм (електроліз), що проходить через два електроди, щоб розщепити воду на водень і кисень. Однак воду також можна розщепити за допомогою інших джерел енергії, таких як енергія світла (фотоелектроліз), теплова енергія (термоліз) і біофотоліз за допомогою мікроорганізмів.
Вартість кожного методу варіюється в залежності від локації, ринкових умов і урядових пільг/податків, але загалом, станом на початок 2020-х, вартість виробництва водню, серед найпопулярніших методів, є найменшою для парового риформінгу метану, і, за збільшенням вартості: газифікації вугілля, переробка біомаси, переробка відходів, електроліз води відновлювальними джерелами енергії та електроліз води з електромережі. Очікується, що вартість виробництва з викопного палива зростатиме, а з відновлювальних ресурсів — дешевшати. Вартість виробництва «чистого» водню, станом на 2024 рік, складає, в залежності від метода, від €1,7 до €10,2/кг.
За рівнем викидів CO2 в атмосферу, «найчистішими» є технології термохімічної переробки біомаси та відходів, в поєднанні з уловленням вуглецю. Ці методи є вуглецево-негативними.
Загалом набули поширення наступні 4 категорії методів:
- виробництво водню з викопного палива,
- електроліз води,
- термохімічне перетворення відходів та біомаси,
- біотехнологічні методи виробництва водню.

## Виробництво водню з викопного палива
Виробництва водню з викопного палива включає такі методи:
- паровий риформінг метану,
- газифікація вугілля,
- часткове окислення вуглеводнів,
- автотермічний риформінг,
- вуглеводневий піроліз.

Ці процеси передбачають реакцію вуглеводнів або вугілля з парою, киснем або водою з утворенням багатих на водень газів, хоча вони зазвичай призводять до викидів вуглекислого газу в атмосферу Землі, збільшуючи парниковий ефект і глобальне потепління, якщо не поєднуються з технологіями уловлювання та зберігання вуглецю. Водень, вироблений з викопного палива з інтеграцією технологій уловлення та зберігання вуглецю зветься «синім», а без них — «сірим». Транспортні засоби з водневим двигуном, що працюють на «сірому» водні, сприяють у 2-3 рази вищим загальним викидам вуглецю в атмосферу, порівняно з автомобілями з бензиновим двигуном, тому що виробництво 1 кг «сірого» водню виділяє в атмосферу, щонайменше, 10 кг вуглекислого газу (CO2).
Окрім обробки викопного палива, термохімічні методи газифікації і піролізу використовуються для виробництва водню з відходів пластику, твердих побутових відходів та біомаси (розглянуто нижче).

### Паровий риформінг
Паровий риформінг є широко використовуваним методом отримання водню. Він включає в себе реакцію метану (або інших вуглеводнів) з парою над каталізатором для отримання синтез-газу, що складається з газоподібного водню (H2), монооксиду вуглецю (CO) та вуглекислого газу (CO2). Процес зазвичай відбувається при високих температурах (700—1000 °C) і помірному тиску. Такі каталізатори, як нікель, зазвичай використовуються для прискорення швидкості реакції. Станом на 2023 рік, методом парового риформінгу метану виробляється 48 % світового водню..

### Газифікація вугілля
Газифікація кам'яного вугілля передбачає перетворення вугілля на синтез-газ. Газифікація з уловленням вуглецю дає переваги в ефективності порівняно з традиційним спалюванням вугілля, оскільки дозволяє чистіше видобувати водень, водночас уловлюючи вуглекислий газ для потенційного зберігання, переробки або утилізації, тим самим потенційно зменшуючи викиди парникових газів, пов'язані з використанням вугілля.

### Часткове окислення вуглеводнів
Часткове окислення вуглеводнів — це процес, у якому вуглеводні, наприклад метан, реагують з обмеженою кількістю кисню або повітря при високих температурах, утворюючи водень і монооксид вуглецю. Ця екзотермічна реакція відбувається в умовах, які перешкоджають повному згорянню, в результаті чого утворюється суміш синтез-газу, яку можна далі обробляти для різних промислових застосувань, включаючи виробництво водню.

### Автотермічний риформінг
Автотермічний риформінг — це процес, який використовується для виробництва водню, який поєднує часткове окислення та конверсію з водяною парою в одному реакторі, що забезпечує високу ефективність і гнучкість. Він використовує каталізатор для перетворення вуглеводнів, таких як природний газ або рідке паливо, на водень, монооксид вуглецю та вуглекислий газ, причому тепло, що утворюється в результаті часткового окислення, забезпечує енергію, необхідну для ендотермічних реакцій конверсії з парою. Цей метод користується перевагою завдяки здатності отримувати водень високого рівня чистоти, придатний для різноманітних промислових застосувань.

### Вуглеводневий піроліз
Вуглеводневий піроліз для виробництва водню передбачає нагрівання вуглеводнів (таких як метан, пропан або вищі вуглеводні) при високих температурах (зазвичай вище 700°C) за відсутності кисню. Цей процес розщеплює вуглеводні на простіші молекули, головним чином водень і монооксид вуглецю, за допомогою серії хімічних реакцій, відомих як термічний розпад або крекінг.

## Електроліз води

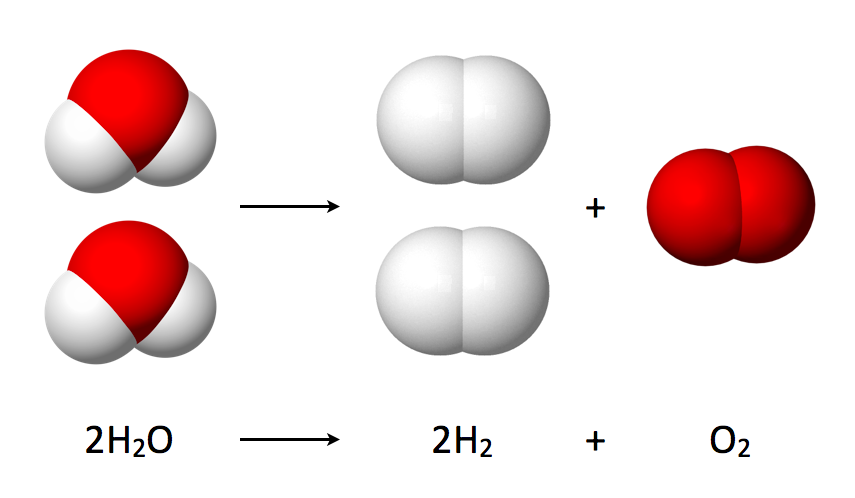
Електроліз води

Електроліз (розщеплення) води — це хімічний процес, який використовує електричний струм для розщеплення молекул води на водень і кисень.  Зазвичай це відбувається в електролізері, де два електроди занурені у воду та підключені до зовнішнього джерела живлення. Коли електрична енергія протікає через електроди, молекули води окислюються на аноді (утворюючи газоподібний кисень і позитивно заряджені іони водню) і відновлюючись на катоді (утворюючи газоподібний водень і гідроксид-іони).

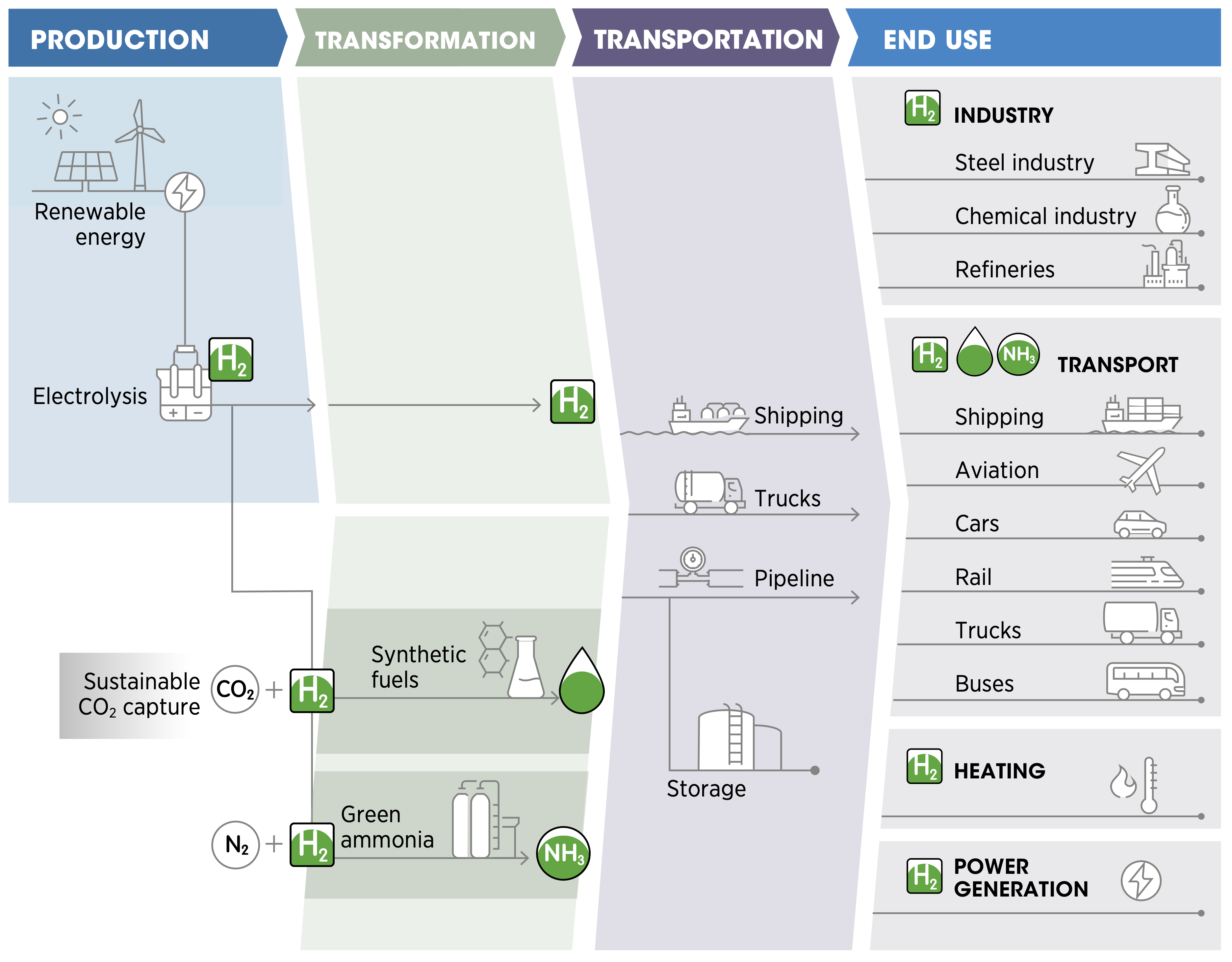
Діаграма етапів ланцюжка створення вартості зеленого водню виробленого методом електролізу води

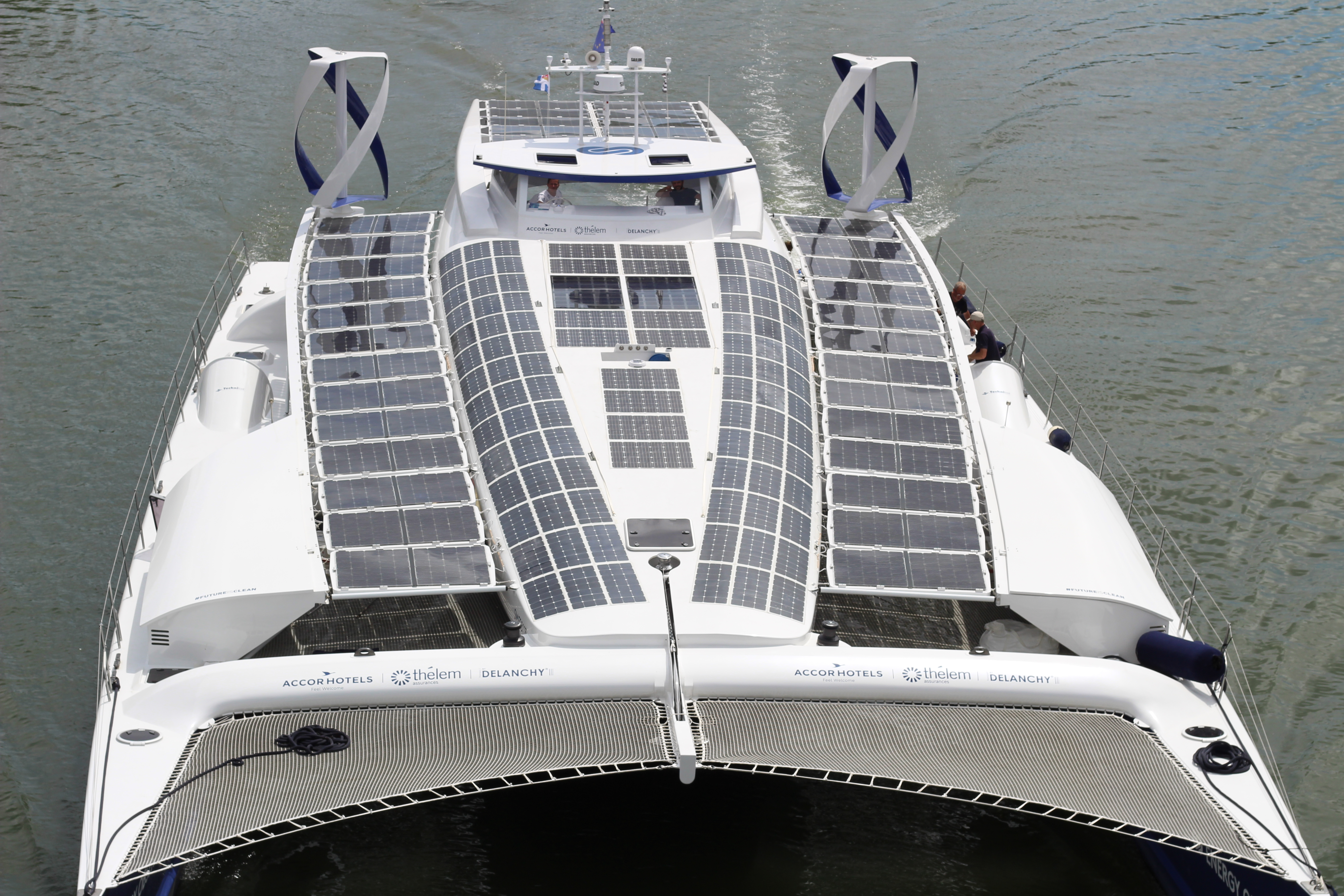
Автономне судно Energy Observer виробляє «зелений» водень з морської води та енергії сонячних батарей, зтискує і зберігає його на борту, та використовує в паливних елементах електродвигунів.

Приблизно 50 кВт·год електроенергії, витрачається на виробництво 1 кг стисненого водню. Водень, отриманий з використанням відновлюваних джерел електроенергії, таких як сонячна, енергія вітру, гідроенергія, геотермальна, енергія хвиль та припливів, відомий як зелений водень.
Існує 4 основних технології електролізу води: лужний електроліз, електроліз на протонообмінній мембрані (PEMWE), електроліз на аніонообмінній мембрані (AEMWE) і електроліз за високих температур з використанням твердооксидних електролізерів (SOE).
Серед інноваційних стратегії енергозберігаючого електролізу, досліджуються стратегії синтезу каталізаторів, вибору відповідних органічних молекул, оптимізації механізмів реакції, подолання проблем традиційного електролізу води, дослідження гібридного електролізу та електролізу з автономним живленням, що не потребує електроенергії.

### Основні методи
Станом на середину 2020-х років, найпоширенішими є 4 основні методи електролізу води для промислового застосування.

#### Лужний електроліз
Лужний електроліз — електроліз у рідкому лужному електроліті. Зазвичай використовується розчин гідроксиду калію (КОН) або гідроксиду натрію (NaOH). Він працює при підвищених температурах (70-90 °С) і потребує чистої води. Ця визнана технологія добре підходить для виробництва водню в промислових масштабах завдяки своїй ефективності, масштабованості та здатності інтегруватися з відновлюваними джерелами енергії для сталого виробництва водню.

#### Електроліз води на протонообмінній мембрані

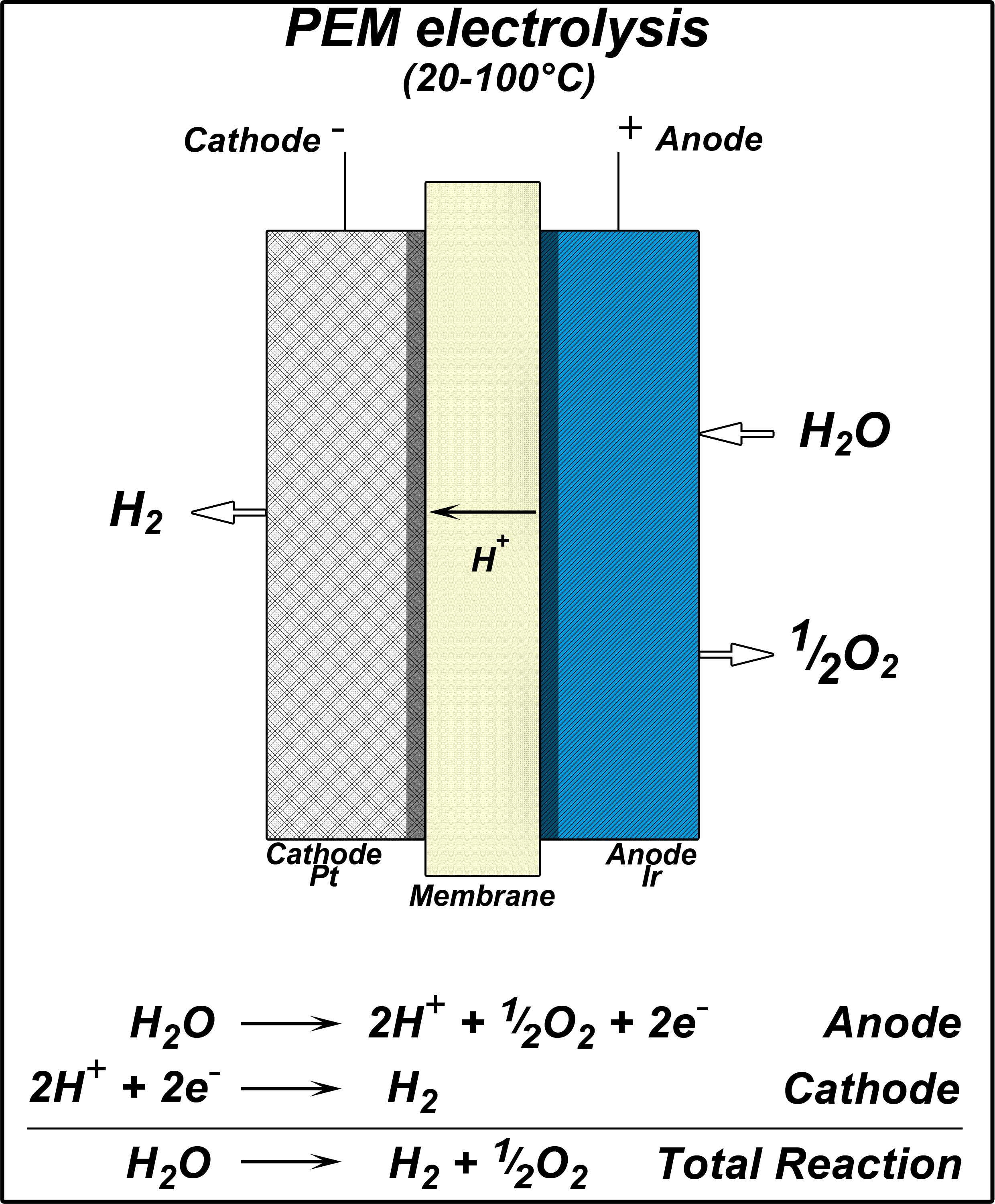
Електроліз води на протонообмінній мембрані

Електроліз води на протонообмінній мембрані (PEMWE або PEMEL) — ґрунтується на спеціалізованій протонообмінній мембрані, яка пропускає лише протони, полегшуючи розділення водню та кисню. Електроди, покриті каталізаторами, ініціюють електрохімічні реакції, розщеплюючи молекули води на іони водню та електрони. PEMWE відомий своєю високою ефективністю, швидкою реакцією на зміни вхідної електроенергії та придатністю для невеликих застосувань. З точки зору стійкості та впливу на довкілля, електроліз на протонообмінній мембрані є одним із сприятливих методів перетворення відновлюваної енергії на водень високої чистоти. Інші переваги включають такі, як компактна конструкція, висока щільність струму, висока ефективність, швидка реакція, невелика площа, працює за нижчих температур (20–80 °C) і виробляє надчистий водень та кисень як побічний продукт.

#### Електроліз води на аніонообмінній мембрані

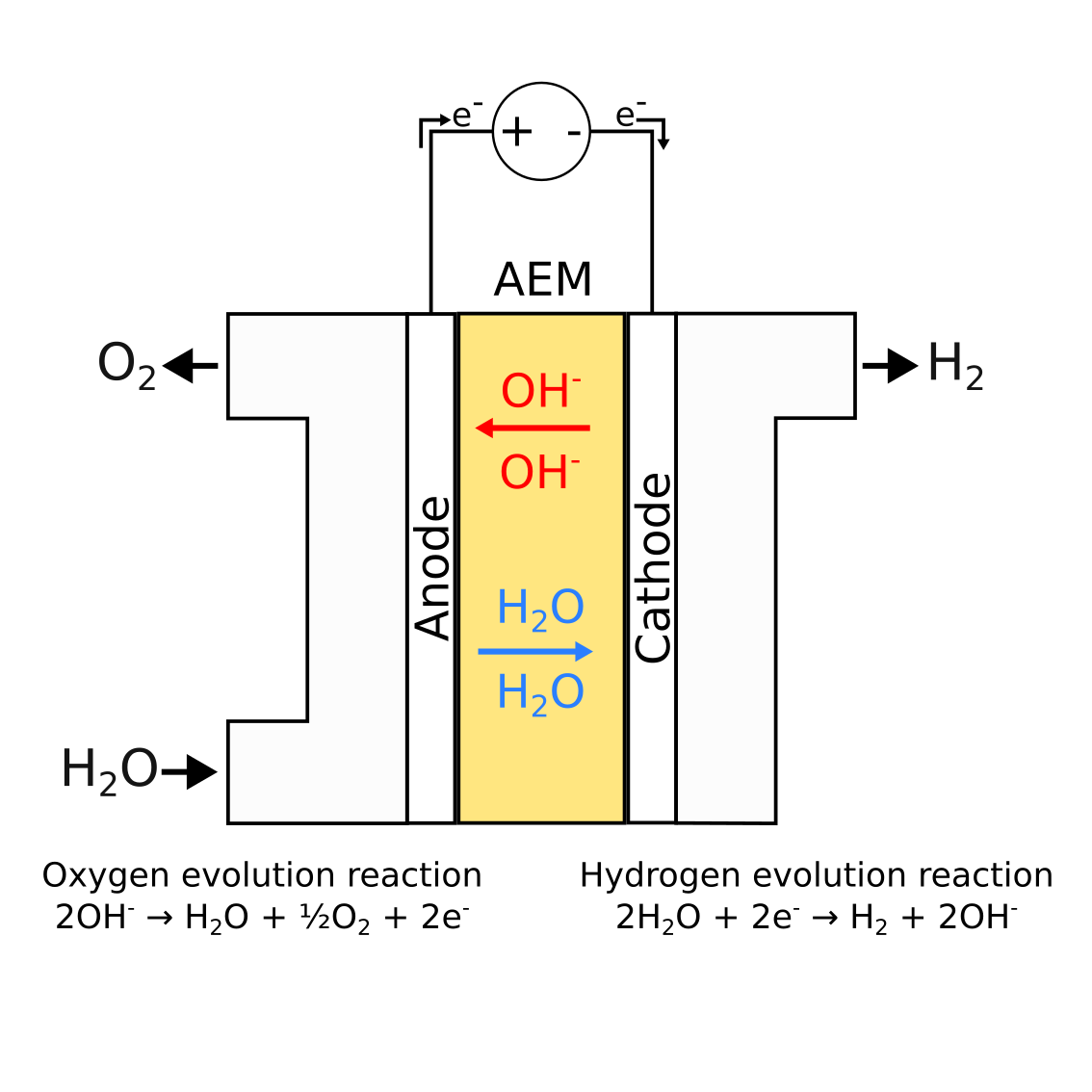
Електроліз води на аніонообмінній мембрані

Електроліз води на аніонообмінній мембрані (AEMWE) — це потенційно недорога та стійка технологія виробництва водню, яка поєднує в собі переваги електролізу води на протонообмінній мембрані та традиційних систем лужного електролізу. AEMWE є однією з найбільш економічно ефективних і перспективних технологій електролізу води завдяки застосуванню ефективних електрокаталізаторів з неблагородних металів і швидкому розвитку аніонообмінних мембран (AEM). Дослідження аніонообмінних полімерів (AEP) зосереджено на катіонних структурах головки/остову/бічного ланцюга та ключових властивостях, таких як іонна провідність і лужна стабільність. Було запропоновано кілька підходів, таких як перехресне зшивання, мікрофазні та органічні/неорганічні композити, щоб покращити ефективність аніонного обміну та хімічну та механічну стабільність AEM.

#### Електроліз за високих температур
Електроліз за високих температур — отримання водню в процесі високотемпературного електролізу (HTE), що забезпечується додатковою енергією у вигляді тепла. Оскільки частина енергії в HTE — теплова, менша кількість енергії потребує подвійного перетворення (з тепла в електрику, а потім в хімічну форму), тому на виробництво кілограму водню витрачається менше енергії. Електроліз може здійснюватись з використанням безпосередньо теплової ядерної енергії для розщеплення води на кисень і водень шляхом розігріву до високих температур (800—1000 °С) з подальшим розкладанням води на кисень і водень термохімічним шляхом. Крім того, в результаті цих процесів одержується низькоякісний «промисловий» водень, який є непридатним для використання в паливних елементах. У цьому методі використовуються твердооксидні електролізери (SOE), які ефективні при високих температурах і можуть інтегруватися з відновлюваними джерелами енергії, такими як сонячна та вітрова енергія. Цей процес є більш енергоефективним, ніж традиційний електроліз, оскільки він використовує теплову енергію, зменшуючи загальні потреби в електроенергії.

### Менш поширені та експериментальні методи
Станом на середину 2020-х наступні методи є менш поширеними або перебувають на стадії розробки.
- Електроліз за високого тиску — електроліз води, внаслідок пропускання електричного струму через воду під високим тиском. Електроліз протонообмінної мембрани високого тиску (high pressure PEMEL), використовує електролізер з протонообмінною мембраною, що працює під тиском 80-200 бар. Цей метод підвищує ефективність виробництва водню та добре інтегрується з системами зберігання та розподілу водню під високим тиском, що робить його придатним для застосувань, таких як водневі заправні станції та промислові процеси, які потребують водню високої чистоти.[40]

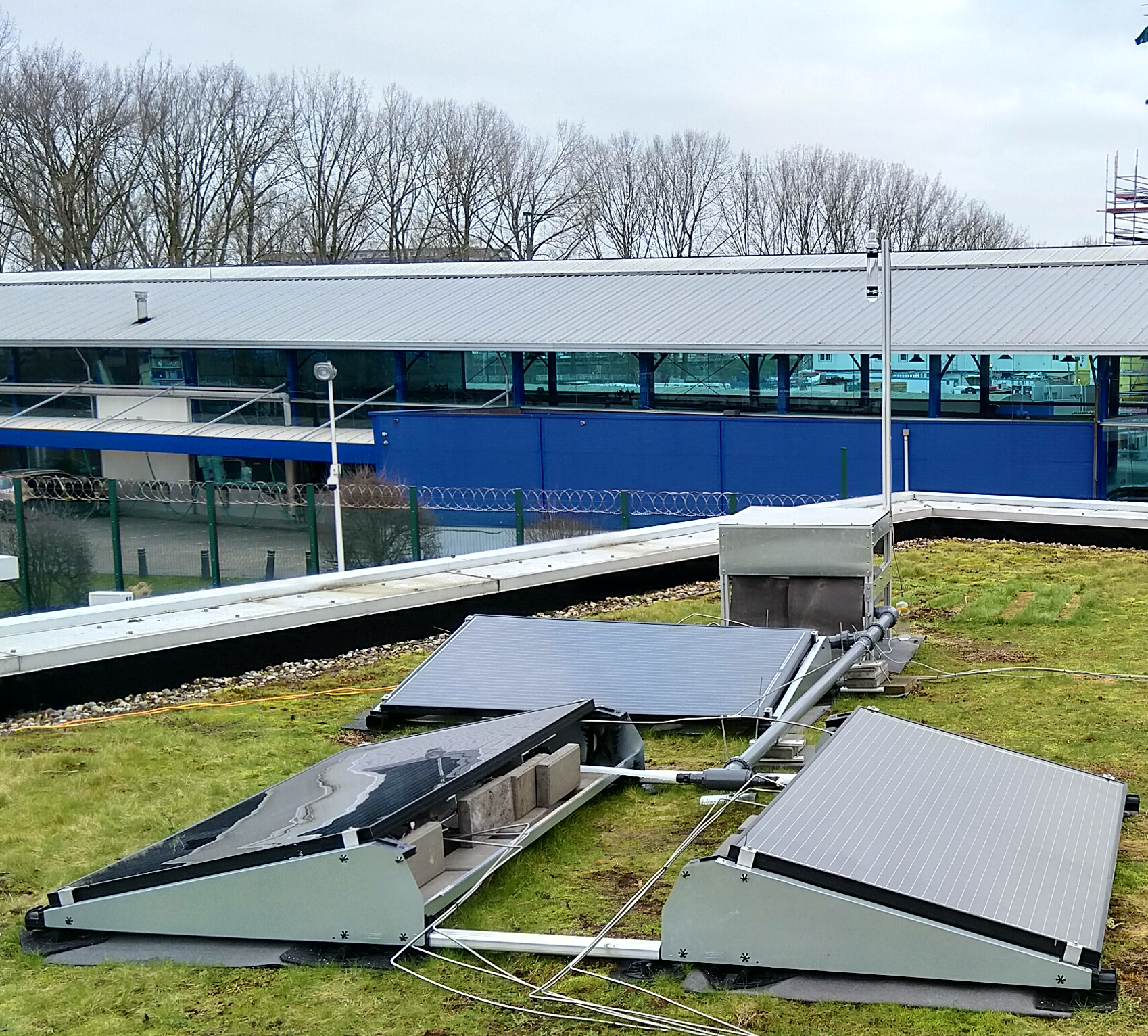
Сонячні панелі Solhyd, що виробляють водень

- Сонячні панелі Solhyd, що виробляють воденьФотоелектрохімічне розщеплення води — виробництво водню з використанням електроенергії, виробленої фотоелектричними системами. Вода розкладається на водень і кисень шляхом електролізу — фотоелектрохімічного (PEC) процесу, який також називають штучним фотосинтезом. Ця стійка технологія об'єднує напівпровідникові матеріали[41] з електрохімічними реакціями, використовуючи фотони для ініціювання електронного збудження всередині напівпровідника. Коли сонячне світло потрапляє на поверхню напівпровідника, електрони збуджуються з валентної зони в зону провідності, створюючи електронно-діркові пари. Ці носії заряду мігрують на поверхню, де беруть участь в окислювально-відновних реакціях: окисленні води на аноді з утворенням кисню та відновлення на катоді з утворенням водню.[42][43]
- Фотоелектрокаталітичне розщеплення води — це процес, який поєднує фотокаталіз і електрокаталіз для розщеплення води на водень і кисень під дією сонячної енергії на поверхні активних електродів. Фотокаталізатор, як правило, напівпровідниковий матеріал, такий як діоксид титану (TiO2) або оксид металу, поглинає фотони сонячного світла та створює в матеріалі електронно-діркові пари. Збуджені електрони переміщаються в зону провідності, а дірки утворюються у валентній зоні. Електрони та дірки відокремлюються та мігрують до поверхні фотокаталізатора. Катод і/або анод зазвичай покривають електрокаталізатором для покращення електродних реакцій і підвищення ефективності процесу. На катоді збуджені електрони відновлюють молекули води до H2 і гідроксилу, а з іншого боку дірки окислюють молекули води з утворенням O2 і протонів.[44]
- Термохімічне розщеплення води — виробництво водню на основі термохімічних циклів для розкладання води.[45] Є більш ніж 352[46] таких цикли. Близько десятка з них (наприклад, цикл оксиду заліза, цикл церій (IV)- церій(III) оксид, цикл цинк — цинк-оксид, сірко-йодний цикл[47], мідно-хлорний і гібридний сульфурний цикл) зараз досліджуються і знаходяться на фазі випробування з метою одержання водню і кисню з води за допомогою теплової енергії та без використання електрики[48]. Ці процеси можуть бути ефективнішими, ніж електроліз за високих температур, діапазоні ефективності від 35% — 49% LHV. Жоден з термохімічних процесів виробництва водню не був використаний на промисловому рівні, станом на початок 2020-х, хоча деякі з них були продемонстровані в лабораторії.

## Термохімічне перетворення відходів чи біомаси

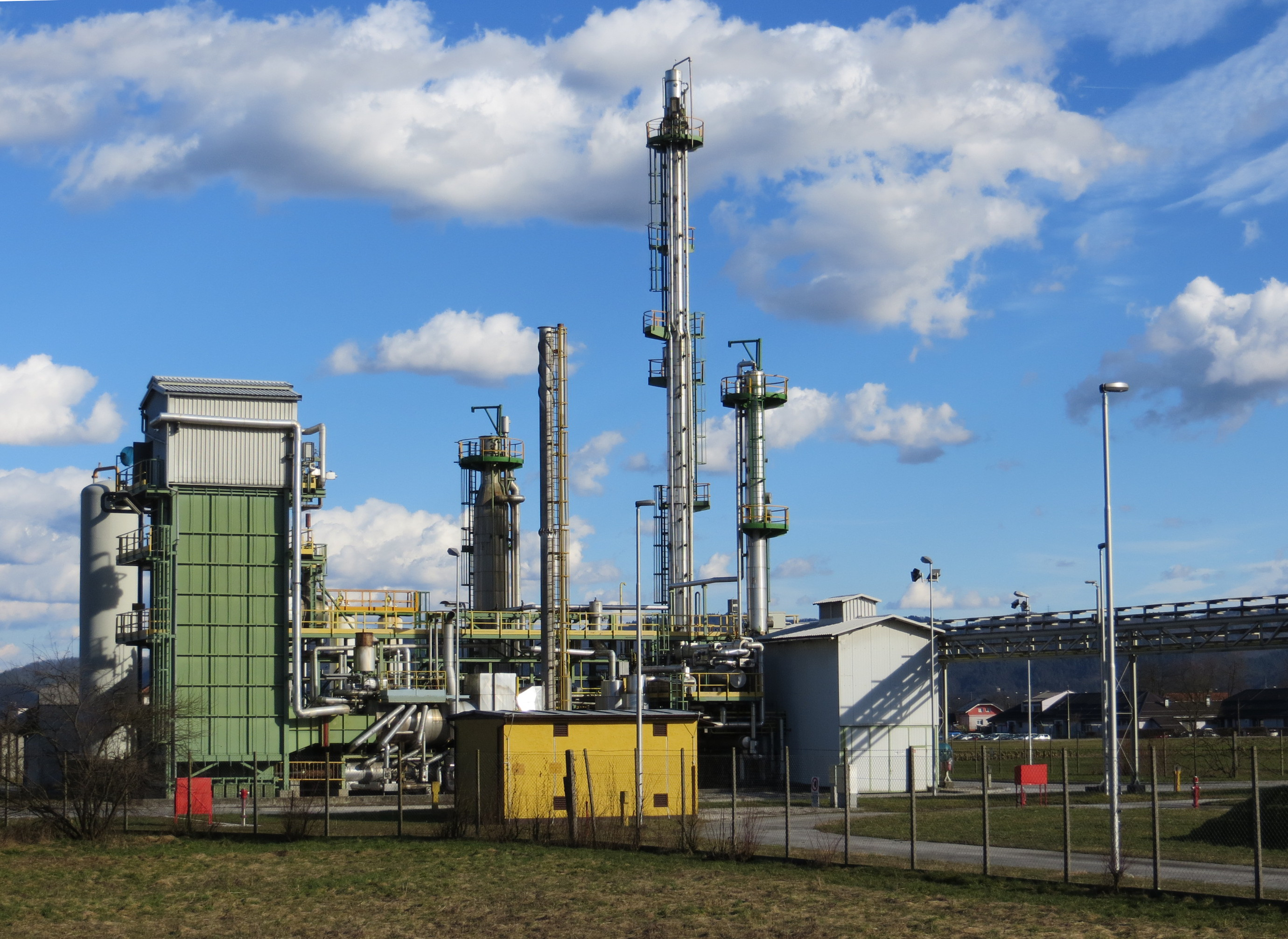
Завод з виробництва водню методом газифікації

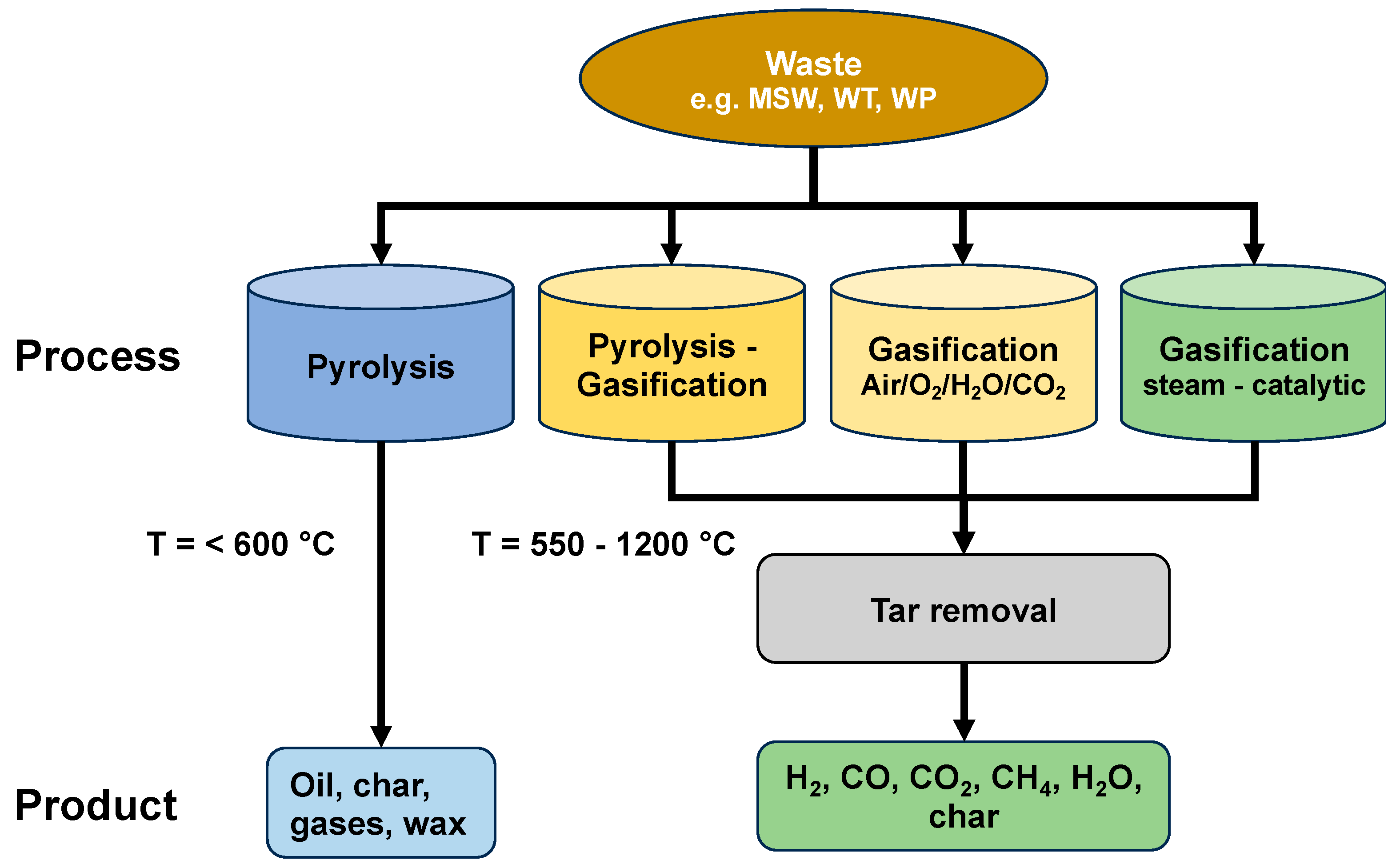
Схема термохімічної переробки твердих побутових відходів (MSW), відпрацьованих шин (WTs) і відходів пластику (WPs).

Методи термохімічного перетворення використовують високу температуру для виробництва водню з відходів чи біомаси. До цих методів відносять газифікацію і піроліз, під час яких утворюється синтез-газ, з якого згодом отримують водень та інші цінні продукти; а також гідротермальні методи, такі як гідротермальне зрідження та гідротермальна газифікація.
Перетворення відходів на енергію чи хімічні продукти відіграє ключову роль у парадигмі циркулярної економіки; а вартість такого водню і його екологічність є конкурентноспроможними, порівняно з іншими методами виробництва водню. Виробництво водню з відходів є екологічнішим за виробництво з викопного палива, а в поєднанні з технологією уловлення вуглецю – має потенціал бути вуглецево-нейтральним, а у випадку відходів біомаси – навіть вуглецево-негативним.

### Перетворення відходів
Серед перетворення відходів, ці методи застосовуються для виробництва водню з твердих побутових відходів, відпрацьованих шин, відходів пластику та харчових відходів.

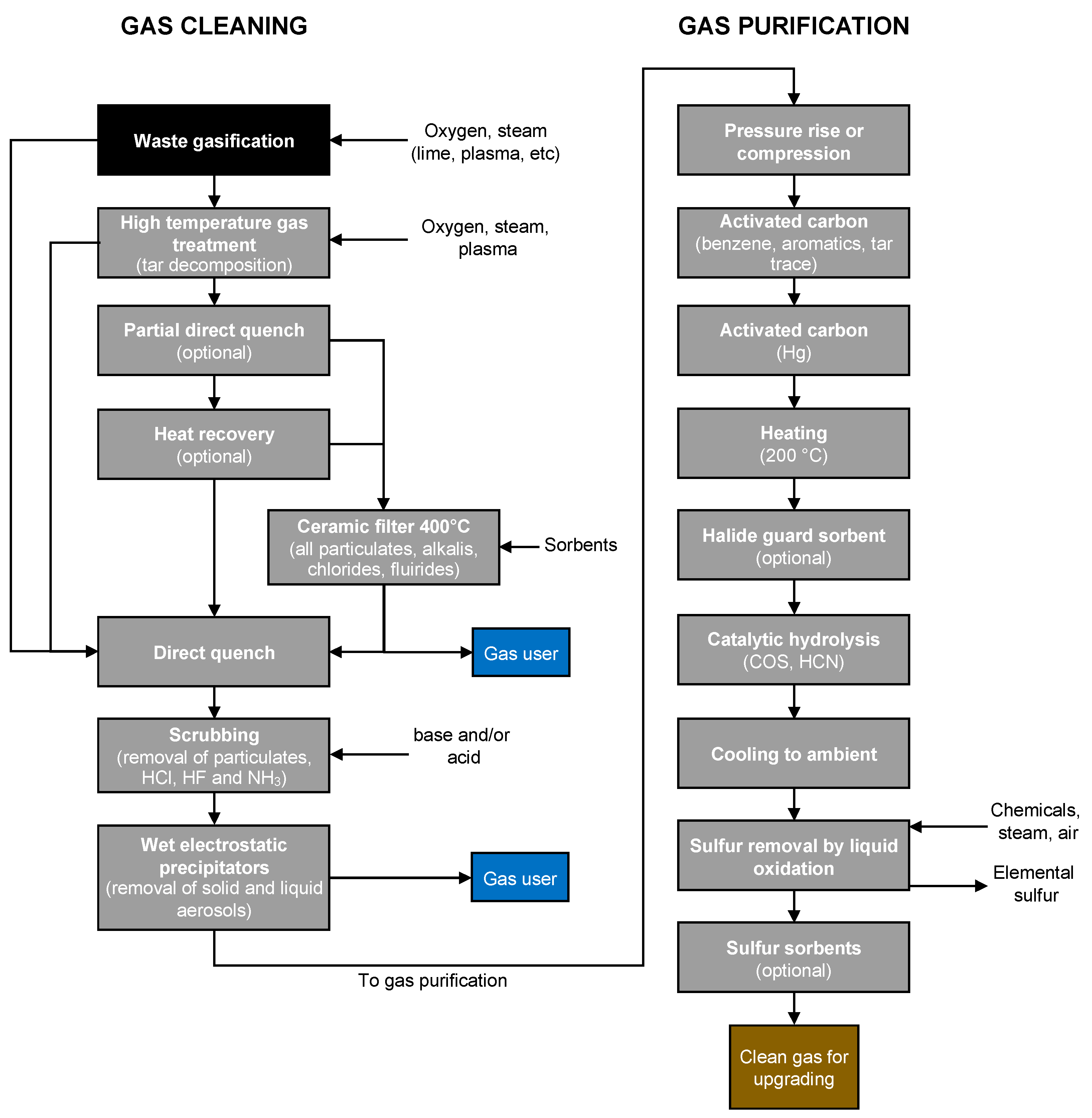
Газифікація відходів для виробництва синтез-газу і подальшого виробництва водню.

Газифікація відходів є дуже перспективним варіантом отримання відновлюваного водню. В якості сировини було досліджено багато різних типів відходів, таких як тверді побутові відходи, зношені автошини або пластикові відходи. Повідомлялося про продуктивність до 300 г H2/кг сировини, що вказує на те, що ця технологія має великий економічний потенціал. Однією з головних переваг технології газифікації є її універсальність і придатність для дуже різних матеріалів, наприклад, різних типів відходів; а синтез-газ після обробки завжди має однакову якість, незалежно від вихідної сировини. Загалом водень із газифікації відходів має високий потенціал, оскільки продуктивність є високою, а відходи є доступною сировиною.
Щодо виробництва водню з пластикових відходів, газифікація пластику є, станом на початок 2020-х, найпопулярнішою технологією в промислових масштабах, хоча піроліз пластикових відходів, та його модифікації (такі як піроліз-паровий риформінг, піроліз-CO2 сухий риформінг, піроліз-плазмова каталітична обробка), можуть запропонувати збільшене виробництво водню, порівняно з газифікацією.

### Перетворення біомаси

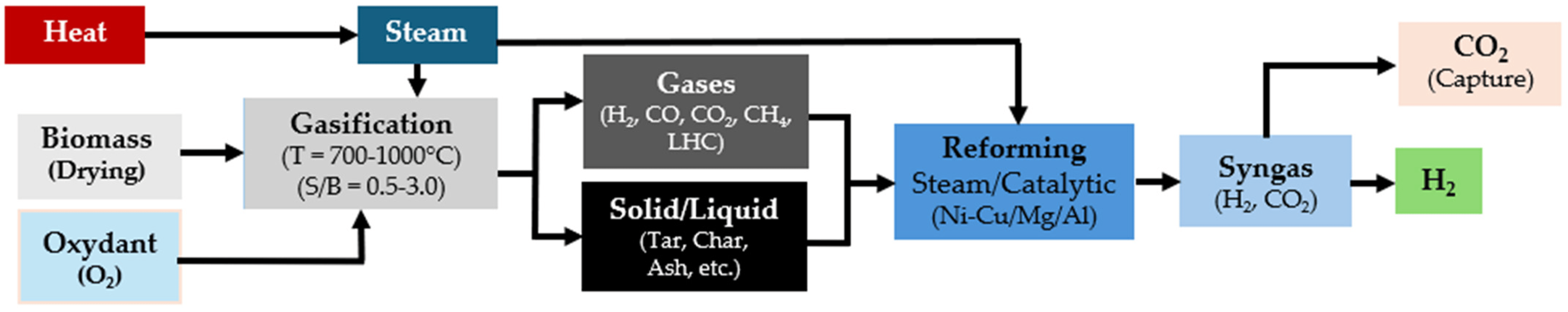
Схема газифікації біомаси для виробництва відновлювального водню.

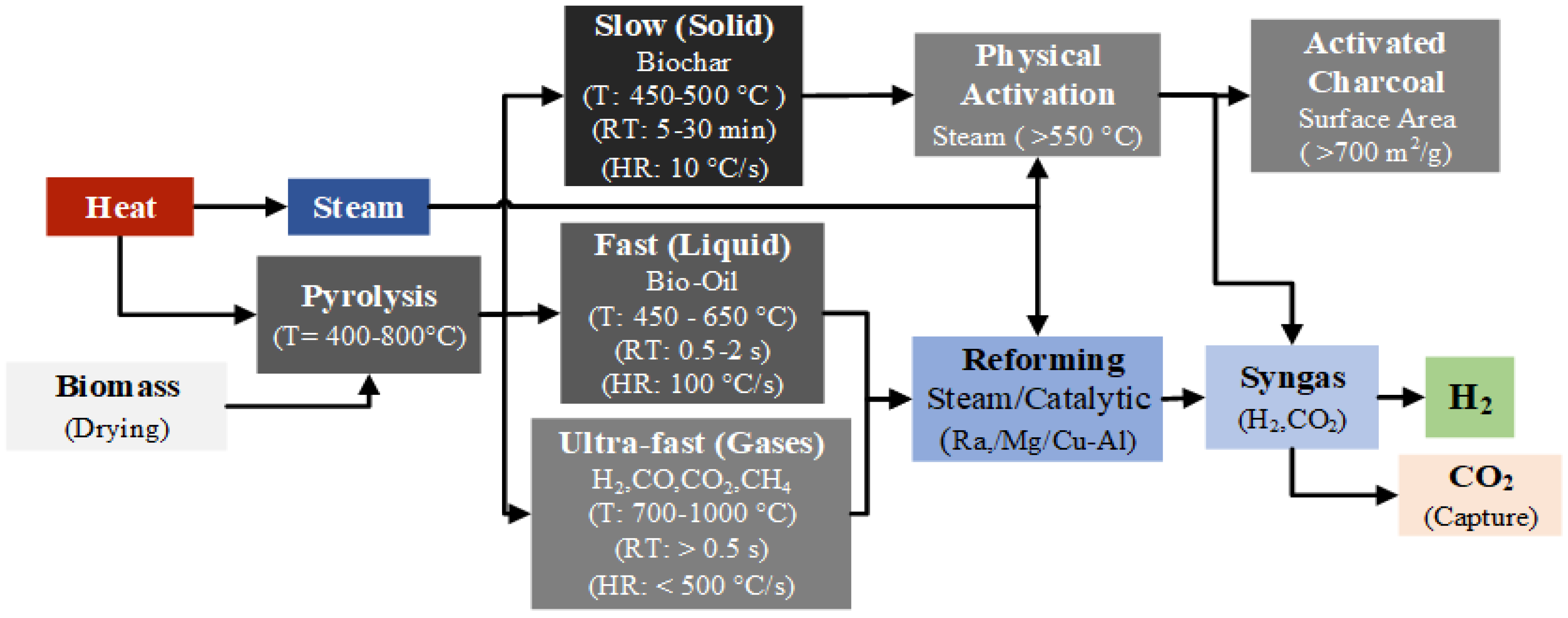
Схема піролізу біомаси для виробництва відновлювального водню.

У випадку перетворення біомаси, водень (який називають «біоводень», коли отриманий з біомаси) отримується шляхом газифікації та піролізу органічної біомаси, такої як сільськогосподарські відходи, відходи деревини, відходи харчової промисловості та водорості. Виробництво водню шляхом газифікації біомаси забезпечує виняткові переваги, такі як відновлювані джерела енергії, нульовий викид вуглецю, економічно ефективні процеси і висока ефективність.
Біоенергетика з використанням технології уловлювання та зберігання вуглецю (BECCS) передбачає термохімічне перетворення біомаси з інтеграцією технологій уловлення і зберігання вуглецю, для виробництва «чистого» водню.
Комбіновані системи, що поєднують термохімічне (газифікацію) та біотехнологічне (анаеробне бродіння) перетворення, можуть демонструвати більшу ефективність, та виробляти і енергію, і водень.
Технології термохімічного перетворення біомаси та відходів в поєднанні з технологіями уловлення та зберігання вуглецю, є «найчистішими» з точки зору викидів CO2 в атмосферу, і можуть бути не тільки вуглецево-нейтральними, а й вуглецево-негативними.

## Біотехнологічне виробництво водню
Біотехнологічне виробництво водню — виробництво біоводню методами біотехнології.
Ця категорія методів включає:
- ферментативне виробництво водню з біомаси,
- електрогідрогенез (мікробні електролізні елементи),
- біофотоліз;

та їх синергічні комбінації.

### Ферментація
Ферментативне перетворення (зброджування) органічного субстрату в біоводень здійснюється спеціальними бактеріями в мультиферментативних системах. Поділяється, в залежності від потреби в сонячному світлі, на темнову ферментацію та фотоферментацію. Ферментація біомаси — це екологічно чистий процес із використанням відновлюваної біомаси, який до того ж сприяє вирішенню проблеми утилізації відходів. Наприклад, з 1 кг твердих органічних відходів, таких як харчові та сільськогосподарські відходи, можливо отримати 100—110 літрів біоводню та 50-60 літрів біометану; а твердий залишок (30 г/кг відходів) можливо використовувати як тверде біопаливо або перетворити на біодобриво. Біоводень може вироблятися у біореакторі, що містить органічні відходи, найчастіше — сільськогосподарські і органічні відходи, стічні води, або біомасу спеціальних зелених мікроводоростей, що можуть рости у забруднених водоймах. Виробництво біоводню може поєднуватись з виробництвом біометану, чи біобутанолу та біополімерів, для максимізації економічної ефективності.
Пілотний проект фабрики з виробництва біоводню з відходів (стебел) кукурудзи шляхом темнової ферментації та фотоферментації показав період окупності 6,86 років (порівняно з 10,28 років при виробництві методом електролізу з використанням відновлюваної енергетики). Ціна виробництва склала дешевше виробництва електролізом з використанням сонячної чи вітрової енергії, але дорожче виробництва газифікацією біомаси.

### Електрогідрогенез
Електрогідрогенез (електроліз з біокаталізаторами) — цьому процесі застосовують мікробний електролізний елемент (Microbial electrolysis cell) для отримання біоводню з різних органічних відходів. Мікробний електролізний елемент (МЕЕ) — це технологія, пов'язана з мікробними паливними елементами. Мікробні паливні елементи виробляють електричний струм від мікробного розкладання органічних сполук, тоді як МЕЕ генерують водень або метан з органічного матеріалу, застосовуючи електричний струм.

### Біофотоліз
Методи, засновані на біофотолізі, використовують фотосинтезуючі мікроорганізми, такі як водорості та ціанобактерії, для розщеплення молекул води на водень і кисень за допомогою енергії світла. У цьому процесі спеціальні ферменти, такі як гідрогенази, каталізують відновлення протонів (H+) до молекулярного водню (H2), тоді як кисень виділяється як побічний продукт. Біофотоліз поділяється на прямий і непрямий.

## Зберігання і транспортування
Після виробництва, водень зазвичай стискають до високого тиску (до 700 бар) для зберігання і транспортування. Стиснення водню є ключовим етапом у забезпеченні можливості зберігання газу в менших обсягах або його транспортування трубопроводами, балонами чи іншими засобами до місць кінцевого використання. Стиснення водню робить його придатним для широкого спектру застосувань, включаючи зберігання енергії, промислові процеси та транспортне паливо.
Окрім газоподібного стану, водень може зберігатись і транспортуватись у рідкому стані та у носіях водню.
Транспортування водню включає різні методи, такі як трубопровододи, морський та наземний транспорт.